# Josef Carda
Josef Carda (* 18. ledna 1956 Ústí nad Labem) je český herec, bavič a moderátor.
V roce 1980 vystudoval činoherní herectví na Janáčkově akademii múzických umění v Brně. Po absolutoriu vystupoval v celé řadě českých divadel, např. v divadle Husa na provázku, Divadlo Rokoko, Činoherní studio v Ústí nad Labem, Divadlo Bez zábradlí a v dalších. Českým televizním divákům je nejvíce znám především jako jeden ze čtyř hlavních protagonistů recesisticko–satirického pořadu TV Nova Tele Tele, kde v letech 2000 až 2007 vystupoval společně z Richardem Genzerem, Michalem Suchánkem a Veronikou Žilkovou. Z tohoto pořadu si také odnesl přezdívku „Carda retarda“. Také dabuje postavy Lennyho Leonarda z amerického seriálu Simpsonovi, Alana Harpera ze seriálu Dva a půl chlapa a Dwighta Schruta ze seriálu Kancl. V současnosti[kdy?] připravuje vysílání nové televizní zábavné soutěže na TV Prima, kde krátce hrál v seriálu Ošklivka Katka.
S manželkou Radkou má syna Adama.

## Divadelní role, výběr
- 1988 F. R. Čech: Pravda o zkáze Titaniku, TiTi, Činoherní studio Ústí nad Labem, režie Zdeněk Podskalský

## Filmografie
- Hadí pohledy (1993)
- Cesta na sluneční ostrov (1995)
- Poe a vražda krásné dívky (1996)
- Králův šašek (1997)
- Tři králové (TV seriál) (1998) – postava: Paul Holm
- Silná jako smrt (1998)
- Milenec lady Chatterleyové (1998) – postava: Hammond
- Policajti z předměstí (TV seriál) (1999) – postava: Velitel Sluníčko
- Hurá na medvěda (2000) – postava: Učitel
- Pra pra pra (TV seriál) (2000)
- Sjezd abiturientů (2000)
- Tele Tele (TV seriál) (2000) – postava: Carda Retarda, Marcel Kopeček a jiné postavy
- Rebelové (2001) – postava: Nespokojený manžel
- Kameňák 3 (2004) – postava: Elektrikář Kamil
- Revizor (2005)
- Letiště (TV seriál) (2006)
- Dame d'Izieu, La (TV seriál) (2007)
- Nemocnice na kraji města – nové osudy (TV seriál) (2008) – postava: Pacient Durdil
- Ošklivka Katka (TV seriál) (2008) – postava: Filip Markvart
- Ulovit miliardáře (2009) – postava: Gold
- Doktoři z Počátků (TV seriál) (2013) – postava: Václav Paděra
- Ohnivý kuře (TV seriál) (2016) – postava: František „Ferda“ Mrázek
- Legenda T 34 (Film) (2018)